# Lijst van voetbalinterlands België - IJsland
Deze lijst van voetbalinterlands is een overzicht van alle officiële voetbalwedstrijden tussen de nationale teams van België en IJsland. De landen hebben tot op heden dertien keer tegen elkaar gespeeld. De eerste wedstrijd, een kwalificatiewedstrijd voor het Wereldkampioenschap voetbal 1958, was op 5 juni 1957 in Brussel. Het laatste duel, een groepswedstrijd tijdens de UEFA Nations League 2020/21, vond plaats op 14 oktober 2020 in Reykjavik.

## Wedstrijden
| №  | Plaats    | Datum             | Competitie                  | Wedstrijd        | Uitslag |
| -- | --------- | ----------------- | --------------------------- | ---------------- | ------- |
| 1  | Brussel   | 5 juni 1957       | WK 1958 kwalificatie        | België − IJsland | 8 − 3   |
| 2  | Reykjavik | 4 september 1957  | WK 1958 kwalificatie        | IJsland − België | 2 − 5   |
| 3  | Luik      | 18 mei 1972       | WK 1974 kwalificatie        | België − IJsland | 4 − 0   |
| 4  | Brugge    | 22 mei 1972       | WK 1974 kwalificatie        | IJsland − België | 0 − 4   |
| 5  | Reykjavik | 8 september 1974  | EK 1976 kwalificatie        | IJsland − België | 0 − 2   |
| 6  | Luik      | 6 september 1975  | EK 1976 kwalificatie        | België − IJsland | 1 − 0   |
| 7  | Reykjavik | 5 september 1976  | WK 1978 kwalificatie        | IJsland − België | 0 − 1   |
| 8  | Brussel   | 3 september 1977  | WK 1978 kwalificatie        | België − IJsland | 4 − 0   |
| 9  | Brussel   | 12 november 2014  | Vriendschappelijk           | België − IJsland | 3 − 1   |
| 10 | Reykjavik | 11 september 2018 | UEFA Nations League 2018/19 | IJsland − België | 0 − 3   |
| 11 | Brussel   | 15 november 2018  | UEFA Nations League 2018/19 | België − IJsland | 2 − 0   |
| 12 | Brussel   | 8 september 2020  | UEFA Nations League 2020/21 | België − IJsland | 5 − 1   |
| 13 | Reykjavik | 14 oktober 2020   | UEFA Nations League 2020/21 | IJsland − België | 1 − 2   |

## Samenvatting
| Competitie          | Totaal gespeeld | Winst België | Gelijk | Winst IJsland | Doelsaldo België – IJsland |
| ------------------- | --------------- | ------------ | ------ | ------------- | -------------------------- |
| WK-kwalificatie     | 6               | 6            | 0      | 0             | 26 − 5                     |
| EK-kwalificatie     | 2               | 2            | 0      | 0             | 3 − 0                      |
| UEFA Nations League | 4               | 4            | 0      | 0             | 12 − 2                     |
| Vriendschappelijk   | 1               | 1            | 0      | 0             | 3 − 1                      |
| Totaal              | 13              | 13           | 0      | 0             | 44 − 8                     |

Wedstrijden bepaald door strafschoppen worden, in lijn met de FIFA, als een gelijkspel gerekend.

## Details

### Eerste ontmoeting
| WK 1958 kwalificatie (Brussel, België, 5 juni 1957):                                                                                               |       |                                                                 |
| België | 8 – 3 | IJsland                                                         |
| Richard Orlans 4' André Piters 11' Paul van den Berg 12' Victor Mees 22' Victor Mees 26' Rik Coppens 42' Rik Coppens 44' (pen.) Richard Orlans 57' | goals | 33' Þórður Þórðarson 77' Þórður Þórðarson 81' Ríkharður Jónsson |
| - Debuut van Björgvin Hermannsson (Valur), Gunnar Leósson (Fram Reykjavík) en Jón Leósson (ÍA Akranes) voor IJsland.                               |       |                                                                 |

### Tweede ontmoeting
| WK 1958 kwalificatie (Reykjavik, IJsland, 4 september 1957): |       | |
| IJsland                                                      | 2 – 5 | België                                                                                                   |
| Ríkharður Jónsson 1' Þórður Þórðarson 65'                    | goals | 9' André Van Herpe 40' Maurice Willems 64' Paul van den Berg 71' Paul van den Berg 89' Paul van den Berg |
| - Debuut van Ragnar Sigtryggsson (ÍB Akureyri) voor IJsland. |       | |